# Bledzew
Bledzew – wieś (dawne miasto) w Polsce, położona w województwie lubuskim, w powiecie międzyrzeckim, w gminie Bledzew. Siedziba gminy Bledzew.
W latach 1954–1972 wieś należała i była siedzibą władz gromady Bledzew. W latach 1975–1998 wieś administracyjnie należała do województwa gorzowskiego.

## Położenie
Bledzew jest położony na zachodnim brzegu Obry, ok. 25 km na południe od Gorzowa Wielkopolskiego i 10 km na południowy zachód od Skwierzyny. Okolice Bledzewa są bogate w jeziora i duże obszary leśne. Obrą i jej lewym dopływem Jeziorną prowadzą atrakcyjne szlaki kajakowe.
Miejscowość położona jest przy drodze powiatowej, która łączy ją m.in. ze Skwierzyną i Lubniewicami.

## Nazwa
Nazwa miejscowości notowana jest już w średniowieczu jako Blesowe lub Blessowe, Blesow (1312), Bledzewo (1418), Blyedzewo (1421), Bledzow (1510), Bledzew (1580). Pochodzi od nazwy osobowej Bledz oznaczającej blady z dodaniem sufiksów -ow oraz jego oboczności -ewo, ew .
Po rozbiorach Polski w efekcie germanizacji miejscowego nazewnictwa polskiego przez administrację pruską Niemcy zaadaptowali wcześniejszą nazwę miejscową w formie Blesen . Polskie oraz niemieckie źródła historyczne równolegle podają również nie używaną obecnie formę – Bledziejów'.

## Integralne części wsi
| SIMC    | Nazwa   | Rodzaj     |
| ------- | ------- | ---------- |
| 0178494 | Tymiana | przysiółek |

## Historia

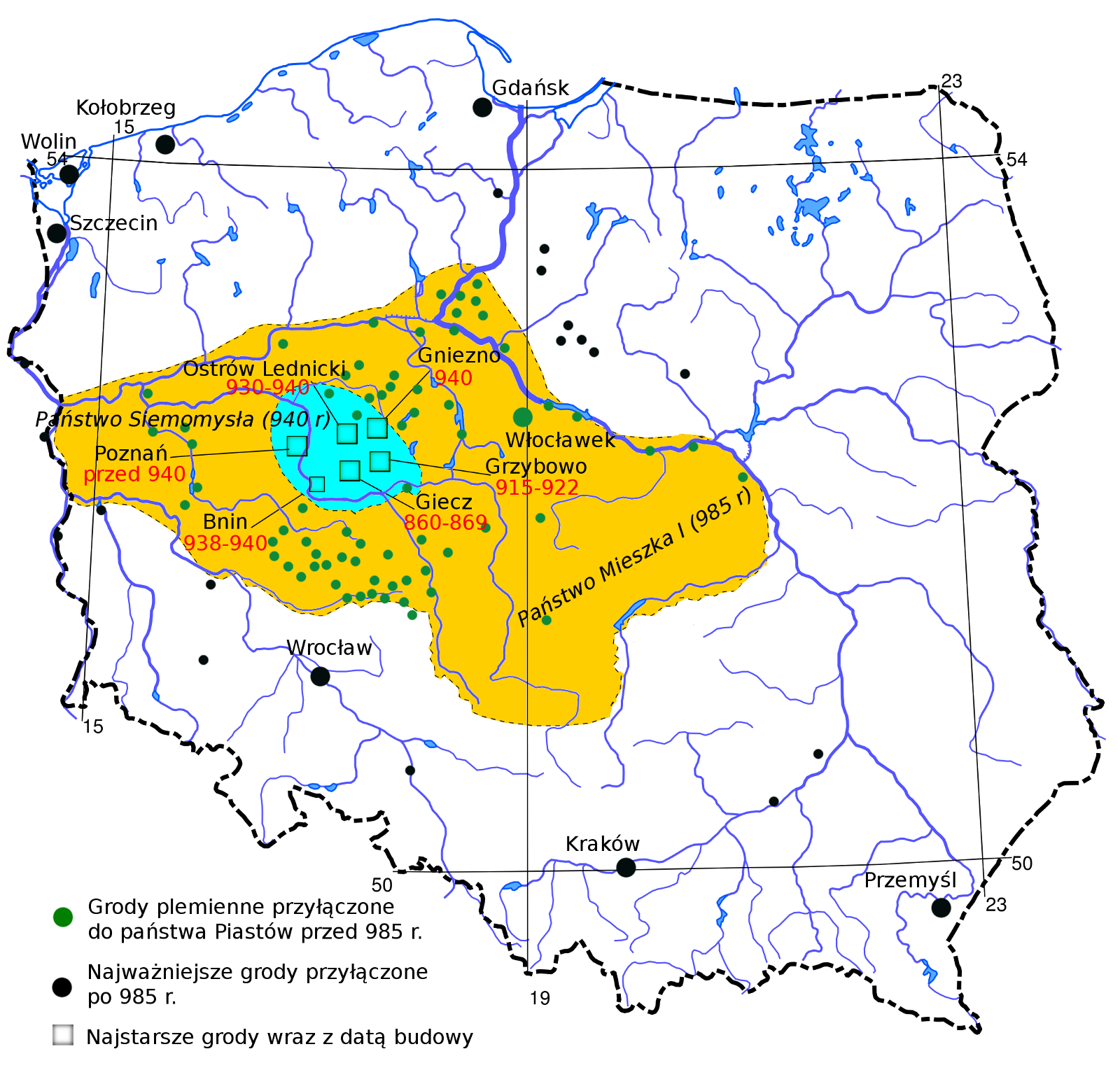
Grody pod panowaniem Mieszka I w granicach Civitas Schinesghe.

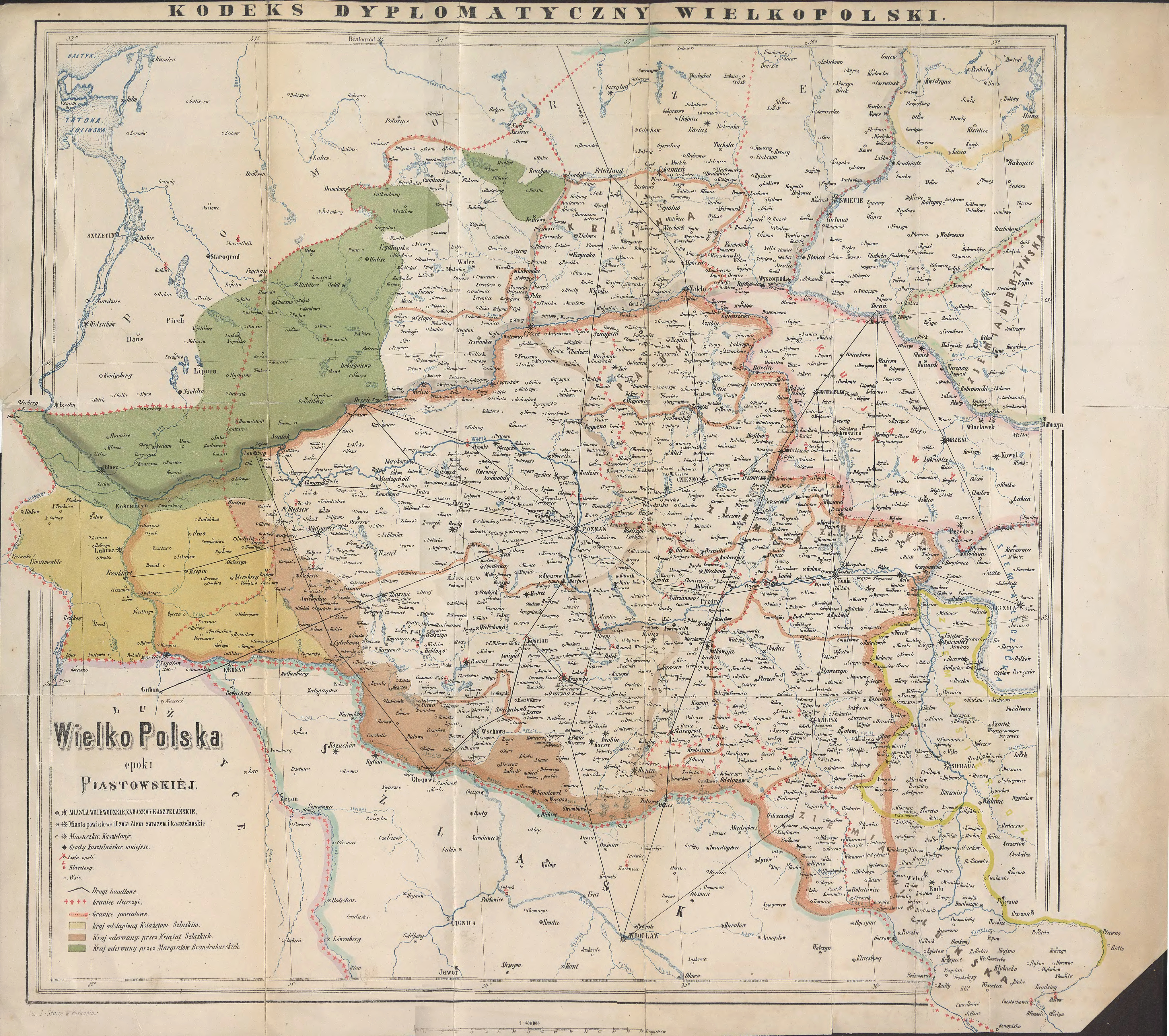
Bledzew na historycznej mapie Wielkopolski sporządzonej w 1888 roku według danych zaczerpniętych z Kodeksu dyplomatycznego

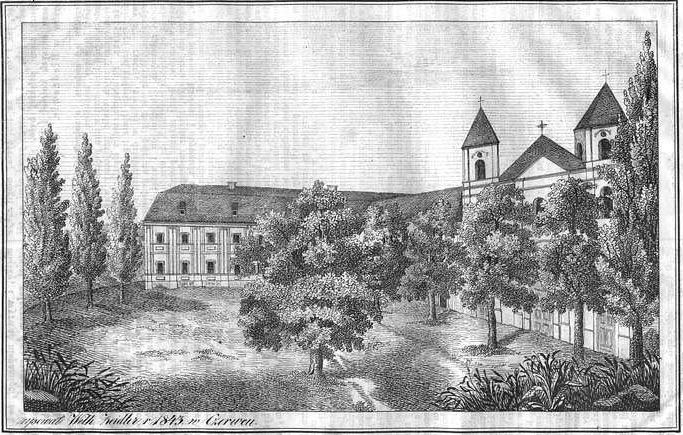
Klasztor i kościół w Bledzewie na ilustracji z Przyjaciela Ludu z 1843 r.

Bledzew uzyskał lokację miejską w 1433 roku, zdegradowany w 1945 roku. Początkowo własność monarsza, a później w wyniku nadania prywatne miasto duchowne, własność opata cystersów w Bledzewie pod koniec XVI wieku leżało w powiecie poznańskim województwa poznańskiego .
Badania archeologiczne przeprowadzone pod koniec lat 50. wykazały w zakolu rzeki Obry w najbliższej okolicy Bledzewa istnienie wczesnośredniowiecznej osady, której początki datowane są na VI-VII wiek. Stwierdzono również ciągłość osadniczą w tym miejscu do X-XI wieku. Historycznie miejscowość leżała na terenie Wielkopolski, co wielokrotnie odnotowują dokumenty zebrane w Kodeksie dyplomatycznym Wielkopolski .
Ziemia międzyrzecka na terenie, na którym leży Bledzew, znajduje się na pograniczu Wielkopolski oraz ziemi lubuskiej. Już we wczesnym średniowieczu dorzecze rzeki Obry wraz z Wartą uchodzącą do Odry weszło w skład państwa pierwszych Piastów. W latach 992–1138 ziemie te były częścią księstwa, a później monarchii wczesnopiastowskiej władanej przez księcia Mieszka I, Bolesława Chrobrego oraz Bolesława Krzywoustego. W okresie rozbicia dzielnicowego tereny te były początkowo częścią dzielnicy wielkopolskiej .
Historia miejscowości ściśle związana jest z utworzeniem oraz działalnością opactwa w Zemsku-Bledzewie. Pierwsza wzmianka o nim pochodzi z 1235 i jest związana z fundacją kościoła oraz klasztoru cystersów przez księcia wielkopolskiego Władysława Odonica z dynastii Piastów w okolicach sąsiedniej wsi Zemsko. W latach 1232–1235 książę ten sprowadził 7 cystersów z klasztoru Dobrilugk w Doberlugu znajdującego się na Łużycach Górnych i za zezwoleniem dziedziców wsi Zemsko, Eustachiusza oraz Wojzeszka, wyznaczył im mieszkanie na pustym, błotnistym gruncie obok rzeki Obry, którą nazwał Nowym Doberlukiem. Władca nakazał im wybudowanie drewnianego kościoła wraz z pomieszczeniami mieszkalnymi oraz darował 500 morgów na utrzymanie . Syn Odonica Bolesław Pobożny potwierdził darowiznę ojca. Zakonnicy jednak po 30 latach opuścili pierwotną siedzibę z powodu stałych wylewów rzeki. W 1265 roku wezbrała rzeka Obra zalewając kościół klasztorny na półtora łokcia, w wyniku czego mnisi zdecydowali się kościół rozebrać i przenieść go do pobliskiej wsi Stary Dworek, gdzie stał on do 1705, a zakonnicy przenieśli się do Zemska, a później do Bledzewa .
W XIII wieku w okresie rozbicia dzielnicowego ziemie polskie próbowali zagarnąć Brandenburczycy, którzy najpierw na terenie Brandenburgii podbili słowiańskie plemiona Wieletów tworząc Marchię Brandenburską, a później przekroczyli rzekę Odrę tworząc z ziemi lubuskiej Nową Marchię. Ziemia międzyrzecka przejściowo znalazła się pod władzą Brandenburczyków, a w wyniku wojen dzielnicowych była również w granicach Śląska oraz Księstwa Głogowskiego  . W roku 1312 margrabia brandenburski Waldemar nadał cystersom z Zemska Bledzew i sąsiednie Popowo . W 1326 Bledzew znalazł się ponownie pod polskim władaniem wchodząc w skład Zjednoczonego Królestwa Polskiego, a w następnym roku Władysław Łokietek zwolnił wieś z obowiązku płacenia cła na rzecz brandenburskiego miasta Landsberg (obecnie Gorzów Wielkopolski). W latach 1407–1414 nastąpiło przeniesienie siedziby zakonu z Zemska do Bledzewa jednak część zakonników w dalszym ciągu pozostawało w starym miejscu i nadal przyjmowało zakonników .
W 1418 wojewoda poznański Sędziwój Ostroróg wyznaczył granicę między Bledzewem a Górzycą. 6 maja 1433 wójt Nowej Marchii zdobył i spalił miasto wraz z klasztorem oraz okolicznymi wsiami . Obecność zakonników miała pozytywny wpływ na rozwój miejscowości i okolicznych wsi; w 1458 król polski Kazimierz IV Jagiellończyk na prośbę przeora nadał Bledzewowi status miasta na prawie magdeburskim, a w roku 1485 król ten przyznał miastu prawo do urządzania dwóch jarmarków rocznie Pierwszy 24 sierpnia, a drugi 28 października. W każdą sobotę natomiast Bledzew mógł organizować targi tygodniowe. 21 listopada 1493 roku wszystkie przywileje zakonu cystersów w miejscowości potwierdził kolejny król polski Jan Olbracht  .
Bledzew w XV wieku stał się najbardziej na zachód wysuniętym ośrodkiem miejskim Korony Królestwa Polskiego, a później I Rzeczypospolitej, którym pozostał aż do 1793 roku, kiedy miały miejsce rozbiory Polski. Strategiczne położenie powodowało, że miasto narażone było na skutki działań wojennych i wielokrotnie było atakowane oraz niszczone. 15 października 1513 w mieście odbył się zjazd z posłami Jana margrabiego brandenburskiego mający na celu rozstrzygnięcie sporów przygranicznych, na którym Królestwo Polskie reprezentowali Jan biskup poznański, wojewoda poznański Mikołaj Lubrański oraz kasztelan poznański Łukasz Górka . W latach 1520–1521 w czasie wojny polsko-krzyżackiej miasto zostało zniszczone oraz złupione przez wojsko brandenburskie idące z posiłkami z Niemiec dla zakonu krzyżackiego. Brandenburczycy spalili wszystkie wsie należące do klasztoru, obrabowując je przedtem oraz uprowadzając z nich cały inwentarz żywy. Opat bledzewski, aby uratować miasto przed zniszczeniem, musiał zapłacić okup w wysokości 30 złotych reńskich . W 1582 roku w okresie Rzeczypospolitej Obojga Narodów miasto Bledzew położone było w powiecie poznańskim województwa poznańskiego.
W 1507 miejscowość zanotowana została w dokumentach podatkowych. Bledzew płacił 4 floreny węgierskie lub 3 grz. szosu. W 1564 dochodzi do sporu pomiędzy mieszczanami a opactwem, w wyniku którego król polski wyznacza komisarzy do jego rozsądzenia. W imieniu króla przyznali oni rację mieszczanom i nadali im prawo do swobodnego handlu, rzemiosła, warzenia piwa oraz sprzedawania go w okolicy m.in. w Międzyrzeczu . 31 października 1576 przywileje zakonu potwierdził król polski Stefan Batory. W 1578 pod rządami opata Jana IV Bronikowskiego nastąpiło całkowite przeniesienie do Bledzewa zakonników, którzy pozostali w Zemsku .

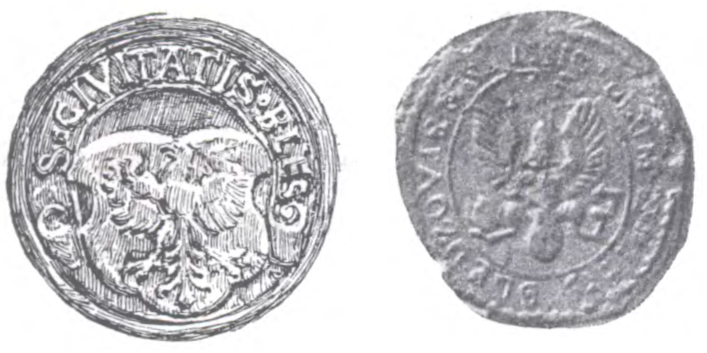
Dwie pieczęcie miejskie Bledzewa: z lewej z 1576, z prawej z 1779

Pierwsza znana pieczęć miejska z łacińską inskrypcją S. Civitatis Bles... pochodzi z XVI wieku i zachowała się na dokumentach miasta z lat 1576, 1577, 1636 i 1638. Druga z 1779 nosi łaciński napis otokowy Sigillum Civitatis Bledzoviensis. Historyczny herb Bledzewa przedstawia symbol polskiej państwowości białego orła w koronie ukazanego na czerwonym tle, który trzyma w jednej łapie pastorał opacki, a w drugiej infułę – oba przedmioty symbolizują opactwo bledzewskie . Prawo do ich używania klasztor uzyskał w 1610 za kadencji opata Jana Dłuskiego .
Po lokacji w Bledzewie zaczęły rozwijać się różne dziedziny rzemiosła, takie jak sukiennictwo, piwowarstwo, szewstwo oraz krawiectwo. Rzemieślnicy tych zawodów tworzyli miejskie cechy. W archiwach zachowały się m.in. dokumenty związane z bledzewskim cechem krawców. 31 marca 1619 król polski Zygmunt III odnowił przywileje miasta Bledzewa . W XVI wieku w miejscowości rozwijała się gospodarka oparta w tym okresie o produkcję rzemieślniczą oraz pracę manufaktur. Istniały w Bledzewie oraz najbliższej okolicy trzy młyny napędzane kołem wodnym: Borowy, Tumski i Miejski. W 1659 wzniesiono Młyn Słodowy do mielenia słodu na piwo. Młyn ten został zburzony razem z zabudowaniami klasztornymi w 1843. Według zachowanych regestów poborowych w 1580 Bledzew wraz z młynami płacił 28 złotych 13 groszy szosu i 568 złotych 10 groszy czopowego .

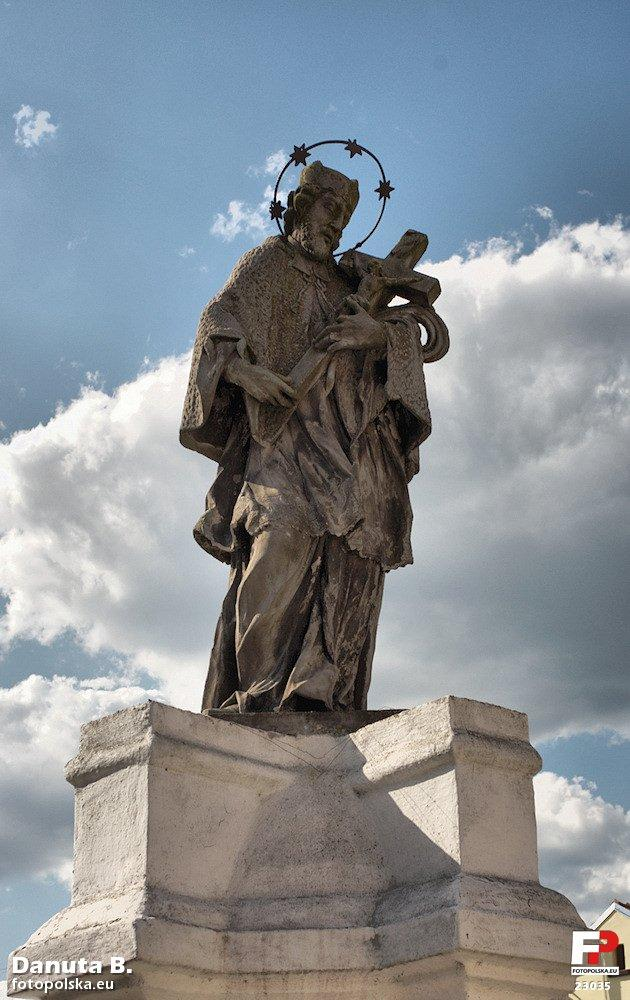
Pomnik św. Jana Nepomucena w Bledzewie z drugiej połowy XVIII wieku

Miasto wielokrotnie padało ofiarą pożarów. 22 maja 1632 pożar zniszczył miasto oraz dach kościoła farnego . W 1660 roku podczas potopu szwedzkiego miasto spłonęło w pożarze, a wraz z nim doszczętnie zniszczony został miejscowy kościół. Odrestaurował go opat bledzewski Kazimierz Opaliński. Sam klasztor cystersów, początkowo o charakterze niemieckim, uległ zupełnemu spolszczeniu w XVI wieku na skutek sukcesów reformacji w Niemczech. Do tego procesu przyczyniły się także nowe konstytucje uchwalone w 1511 roku w Królestwie Polskim przez sejm piotrkowski w czasie panowania króla polskiego Zygmunta I Starego z dynastii Jagiellonów. Nakazywały one na wybór opatów zakonnych kandydatów, których oboje rodzice byli Polakami oraz należeli do polskich rodów szlacheckich . W tym okresie klasztor stał się ostoją katolicyzmu, co prowadziło do konfliktów na tle religijnym z przechodzącymi na protestantyzm niemieckimi mieszczanami. Wśród opatów bledzewskich było wielu wybitnych Polaków, m.in. dyplomata, poeta i dworzanin królów polskich – Sebastian Grabowiecki, fundator nowego klasztoru i klasztornego kościoła. Od 1740 r. decyzją biskupa poznańskiego Teodora Kazimierza Czartoryskiego cystersi pełnili również obowiązki proboszczów w miejscowej parafii aż do kasaty miejscowego klasztoru, która miała miejsce w 1834.
Za czasów świetności klasztoru w jego progach gościło wiele ważnych osobistości, m.in. rosyjski car Piotr Wielki (1711) oraz elekcyjny król polski August II Mocny (1712) . W 1767 król polski Stanisław August potwierdził przywileje miejskie. 8 kwietnia 1768 w browarze klasztornym wybuchł pożar, który strawił prawie całe miasto z wyjątkiem kościoła farnego, dwóch ulic i domu proboszcza .
W końcu XVIII wieku miejscowość liczyła 649 mieszkańców. W mieście mieszkało 41 gorzelników, winiarzy i szynkarzy, 10 prządników wełny, 10 szewców, 7 krawców, 5 murarzy, 4 muzykantów, 3 kupców, 3 stolarzy, 3 rzeźników kilku piekarzy .

### Okres zaborów Polski
Wskutek II rozbioru Polski w 1793, miasto przeszło pod władanie Prus i jak cała Wielkopolska znalazło się w zaborze pruskim. Konsekwencją tego była ogłoszona w 1796 konfiskata dóbr kościelnych i klasztornych, w wyniku czego Bledzew stał się miastem rządowym. W 1800 roku Bledzew liczył 649 mieszkańców, z czego większość stanowili Polacy.
Po zwycięskim Polaków w powstaniu wielkopolskim 1806 roku miejscowość w latach 1807–1815 leżała w granicach Księstwa Warszawskiego w departamencie poznańskim w powiecie międzyrzeckim i liczyła 700 mieszkańców trudniących się w większości rolnictwem.
Decyzją kongresu wiedeńskiego dokonano podziału Księstwa Warszawskiego i Wielkopolska ponownie weszła w skład Prus. Od 1818 podobnie jak inne miejscowości wielkopolskie Bledzew ponownie wszedł w skład zaboru pruskiego i należał do powiatu międzychodzkiego Wielkiego Księstwa Poznańskiego. W 1837 Bledzew liczył 120 domów oraz 1179 mieszkańców . Po pruskiej reformie administracyjnej z 1887 roku leżał w powiecie skwierzyńskim.
11 grudnia 1842 Królewska Regencja III rządu pruskiego wystawiła kościół i klasztor na licytację, żądając jednocześnie by nabywca rozebrał do fundamentów wszystkie budynki klasztorne włącznie z kościołem. 21 lutego 1843 roku sprzedane one zostały na licytacji wraz z ogrodem i placem klasztornym za 4 825 talarów. Nabywca zgodnie z zaleceniami urzędu rozebrał budynki na cegły i materiał budowlany co pozbawiło miasto historycznego zabytku i było wielką szkodą dla spuścizny materialnej miasta. Likwidacji uległa również biblioteka pocysterska licząca 6000 tomów, której zbiory zostały rozproszone bądź uległy zniszczeniu. W styczniu 1843 zbiory biblioteczne przewiezione zostały do Międzyrzecza; prawdopodobnie do miejscowej szkoły realnej . Jej inwentarz oraz uratowane historyczne dokumenty znajdują się w Archiwum Państwowym w Poznaniu. Natomiast dwa dzwony klasztorne oraz zegar wieżowy przekazane zostały kościołowi w Bledzewie  .
W połowie XIX wieku w mieście co roku odbywały się cztery jarmarki na konie i bydło w dniach 4 kwietnia, 20 czerwca, 27 września oraz 24 listopada. W drugiej połowie tego wieku jako miasto leżące w powiecie międzychodzkim odnotował miejscowość XIX wieczny Słownik geograficzny Królestwa Polskiego. W 1857 miasto liczyło 1400 mieszkańców. W 1871 znajdowało się w nim wówczas 145 domów zamieszkanych przez 1546 mieszkańców w tym 1373 katolików, 150 ewangelików oraz 23 izraelitów. Słownik wymienia również, że mimo istnienia w mieście szkoły elementarnej w 1871 mieszkało w nim 193 analfabetów. W 1878 liczba mieszkańców wzrosła do 1599. Pomimo statusu miejskiego większość ludności trudniła się rolnictwem. Możliwości rozwoju miasteczka były bardzo ograniczone ze względu na ustronne położenie i brak połączenia kolejowego. W XIX wieku rozwijało się tutaj gorzelnictwo, sadownictwo, powstała też fabryka krochmalu. W mieście znajdowały się także dwie gorzelnie, tartak zwany po staropolsku traczem posiadający piłę do drzewa napędzaną silnikiem parowym, miejska kasa oszczędności, agentura pocztowa, stacja telegrafu, oraz miejscowy hotel nazywany wówczas gościńcem .
W 1905 Bledzew liczył już 1634 mieszkańców. Istotną inwestycją w dziejach miasta było otwarcie w 1911 nowoczesnej hydroelektrowni przepływowej na rzece Obrze, w wyniku czego utworzony został Zalew Bledzewski. Elektrownia ta wybudowana została w latach 1906–1911 i znajduje się w gronie najstarszych czynnych elektrowni wodnych w kraju. Ma trzy turbiny i agregaty wyprodukowane w 1910 i 1923 o mocy 1490 kW. Funkcjonuje ona do dziś jako elektrownia szczytowa, produkując energię elektryczną dla sieci ogólnej .

### Okres międzywojenny
Traktat wersalski wytyczył granicę polsko-niemiecką 30 km na wschód od Bledzewa w wyniku czego miasto znalazło się w granicach państwa niemieckiego; blisko polskiej granicy. Od 1921 Bledzew należał do Prowincji Marchii Granicznej Poznańsko-Zachodniopomorskiej, a w latach 1938–1945 do prowincji Brandenburskiej .
W okresie międzywojennym rejon, na którym znajdowała się miejscowość, został silnie umocniony i zmilitaryzowany. Po dojściu do rządów nazistów i utworzeniu III Rzeszy w latach 1934–1944 Niemcy wybudowali w okolicy fortyfikacje obronne należące do Międzyrzeckiego Rejonu Umocnionego w skrócie MRU. Obecnie do najciekawszych obiektów znajdujących się w rejonie wsi należy sześć bunkrów tzw. pancerwerków grupy warownej Ludendorff oraz forteczny most zwodzony przechylno-przesuwny K804 znajdujących się w rejonie Starego Dworku leżącego w gminie Bledzew  .

### II wojna światowa

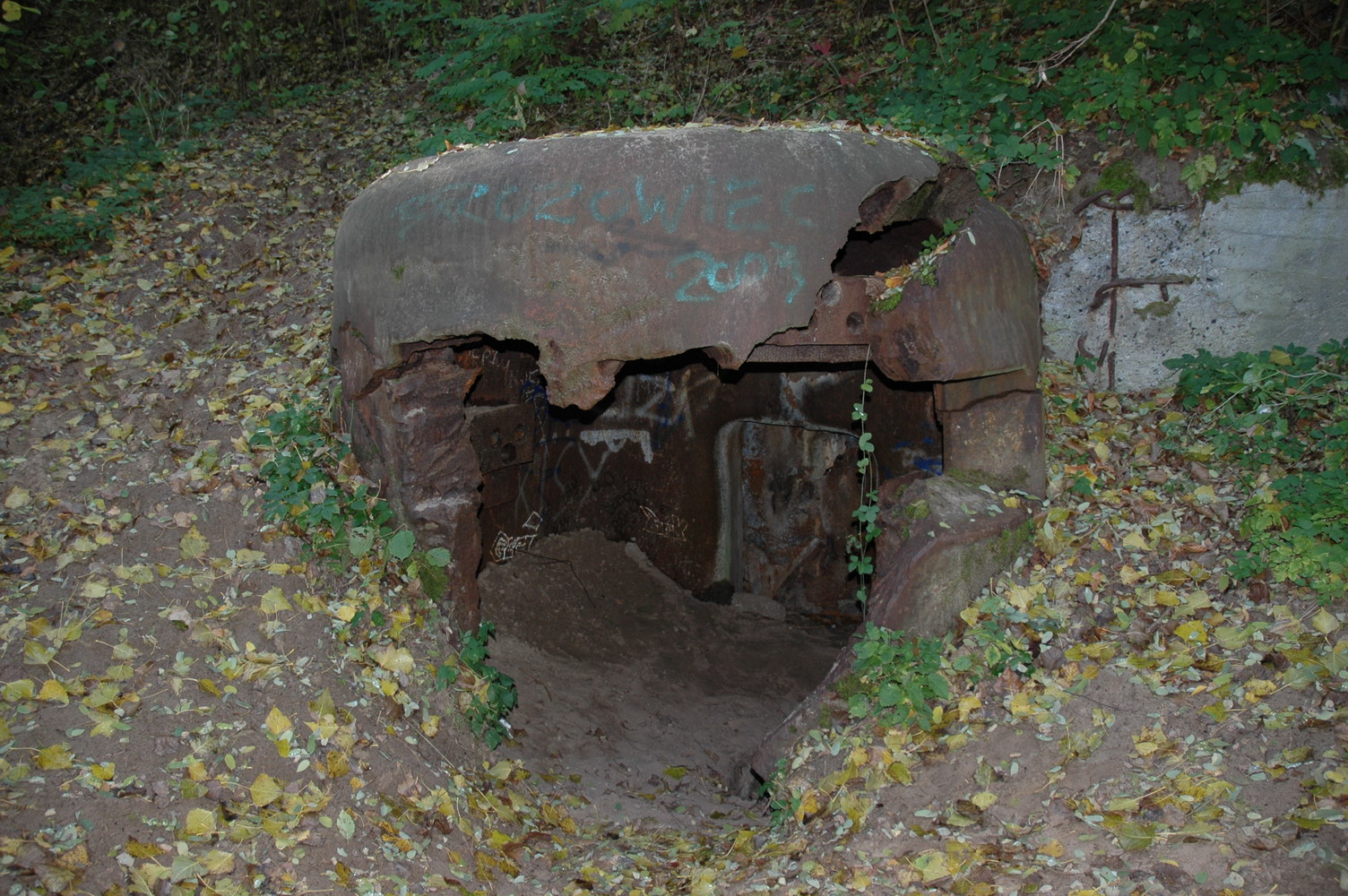
Zniszczona kopuła bunkra Panzerwerk 867 w kompleksie Międzyrzeckiego Rejonu Umocnionego.

W 1939 w momencie wybuchu II wojny światowej miasto liczyło 1374 mieszkańców. W połowie 1940 w gospodarskich budynkach przykościelnych Niemcy utworzyli obóz pracy przymusowej, w którym więziono ok. 70 osób, głównie Polaków i Ukraińców. Zatrudniano ich przy wykonywaniu robót ziemnych podczas melioracji. Warunki w obozie były bardzo ciężkie. Zlikwidowano go w 1945 .
Wiosną 1945 Armia Czerwona przeprowadziła na terenie Mazowsza oraz Wielkopolski operację wiślańsko-odrzańską. W rejonie Bledzewa stanęły oddziały 1 Frontu Białoruskiego, które zatrzymały się na umocnieniach Międzyrzeckiego Rejonu Umocnionego. 31 stycznia 1945 Sowieci stanęli pod Bledzewem leżącym na odcinku nazywanym Werkgruppe Ludendorff częścią umocnień należących do MRU. Według źródeł radzieckich nie natrafili w okolicy miejscowości ani w samym mieście na duży opór. Czołówki radzieckiej armii stanęły przy moście przesuwnym, który był zamknięty i wymagał przestawienia aby pojazdy mogły po nim przejechać. Udało się to zrobić dzięki informacjom uzyskanym od jednego z Niemców. Żołnierze radzieccy nie natrafili na duży opór ponieważ dwie kompanie wyznaczone do obrony bledzewskiego odcinka umocnień MRU opuściły swoje pozycje, aby uniknąć okrążenia po opanowaniu przez Sowietów innych części umocnień. Niektórzy autorzy uważają jednak, że doszło do bitwy o Bledzew .

### Okres powojenny

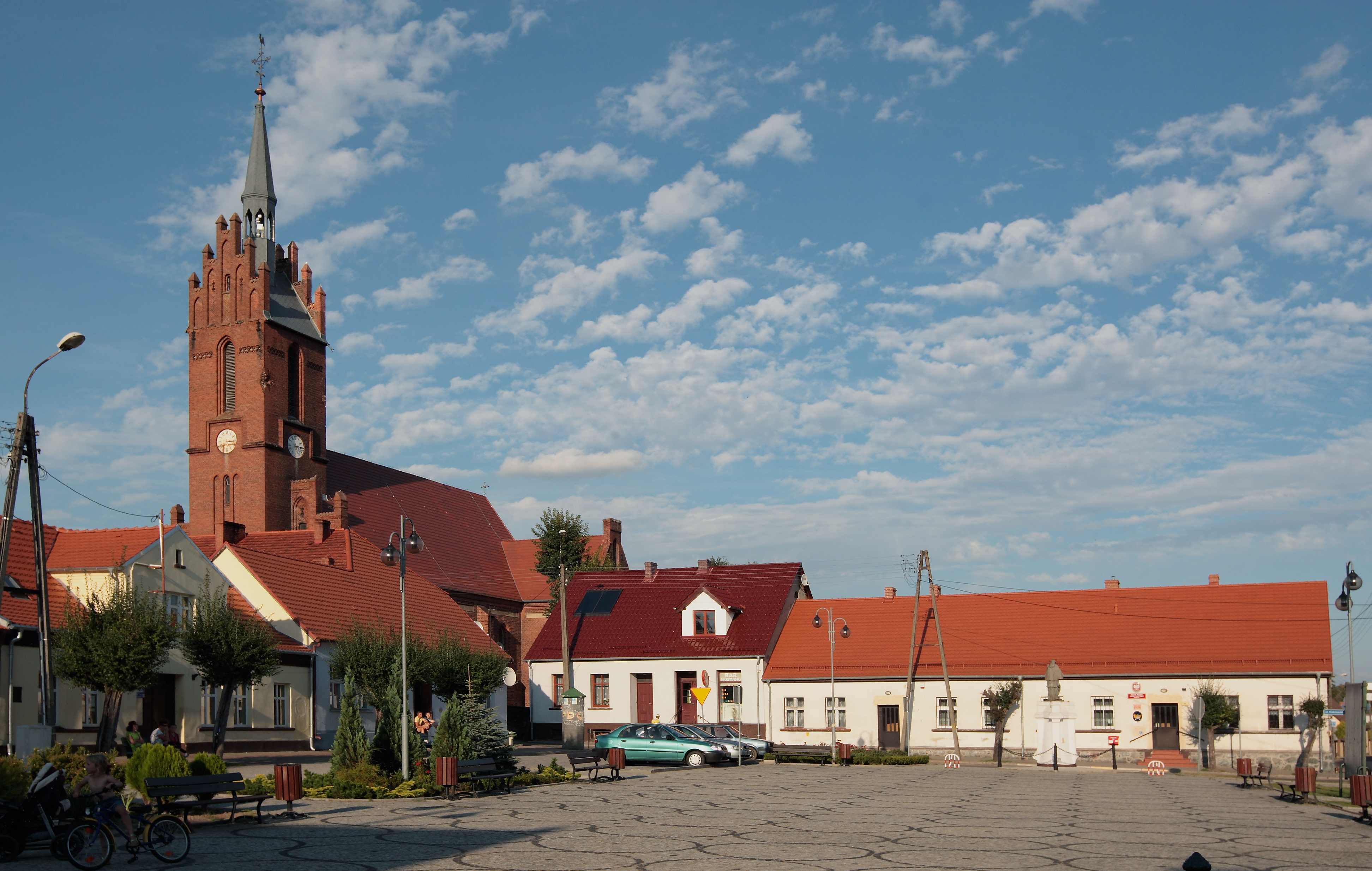
Rynek (pierzeja wschodnia) wraz z kościołem w Bledzewie

W wyniku uzgodnień jałtańskich miasto przekazane zostało Polsce Ludowej. Ze względu na niewielkie rozmiary miejscowości, peerelowska administracja nie zaliczyła jej do rzędu miast, przez co Bledzew po 487 latach miejskiej egzystencji zdegradowany został do rzędu wsi co nowa władza motywowała rolniczym charakterem miejscowości. Stanowiąca większość, niemieckojęzyczna ludność Bledzewa została wysiedlona do Niemieckiej Republiki Demokratycznej i zastąpiona polskimi przesiedleńcami. Obecną, historyczną nazwę wsi zatwierdzono administracyjnie 12 listopada 1946.
W latach 1952–1972 Bledzew był siedzibą jednej z 35 gromad powiatu skwierzyńskiego . Od 1 stycznia 1973 wieś jest siedzibą urzędu gminy Bledzew W efekcie kilku reform wieś podporządkowana była różnym ośrodkom administracyjnym. Początkowo miejscowość należała do województwa poznańskiego, od 1950 do województwa zielonogórskiego, od 1975 do gorzowskiego, od 1999 do województwa lubuskiego w powiecie Międzyrzecz .
W latach 80. w okresie PRL miejscowość została wymieniona jako wieś będąca siedzibą urzędu gminy leżąca w województwie gorzowskim i licząca 1,2 tys. mieszkańców. Znajdował się w niej również przystanek PKS oraz schronisko młodzieżowe należące do Polskiego Towarzystwa Schronisk Młodzieżowych.
Do początku lat 90. XX wieku w miejscowości istniało Państwowe Gospodarstwo Rolne w Bledzewie, które zajmowało się produkcją rolną i przemysłu rolnego. Od 1977 roku gospodarstwo (przeniesione z Popowa) działało w składzie Lubniewickiego Kombinatu Rolnego, który podlegał Zjednoczeniu PGR w Gorzowie Wielkopolskim (siedziba w Baczynie). W efekcie problemów gospodarczych, które były następstwem transformacji po 1989 roku Państwowe Gospodarstwa Rolne zaczęły upadać, co dotknęło także Lubniewicki Kombinat Rolny, który został zlikwidowany 27 grudnia 1993 roku, a wraz z nim PGR w Bledzewie, który zapewniał największe zatrudnienie w miejscowości oraz jej rozwój, m.in. budowa Osiedla Piaskowego. Od tej pory Bledzew boryka się z problemami ekonomiczno-społecznymi i systematycznym spadkiem ludności (ujemne saldo migracji i przyrost).
W latach 1996–1999 Instytut Archeologii Uniwersytetu im. Adama Mickiewicza w Poznaniu przeprowadził we wsi badania archeologiczne reliktów średniowiecznego opactwa cysterskiego, które wykazały, że m.in. posiadało ono kanalizację. W trakcie badań ze stanowiska pozyskano liczne znaleziska datowane na XV-XIX wiek – w sumie ponad 13 tys. obiektów. Dokumentacja oraz odkrycia znajdują się w muzeum międzyrzeckim zlokalizowanym na zamku w Międzyrzeczu  .

## Turystyka

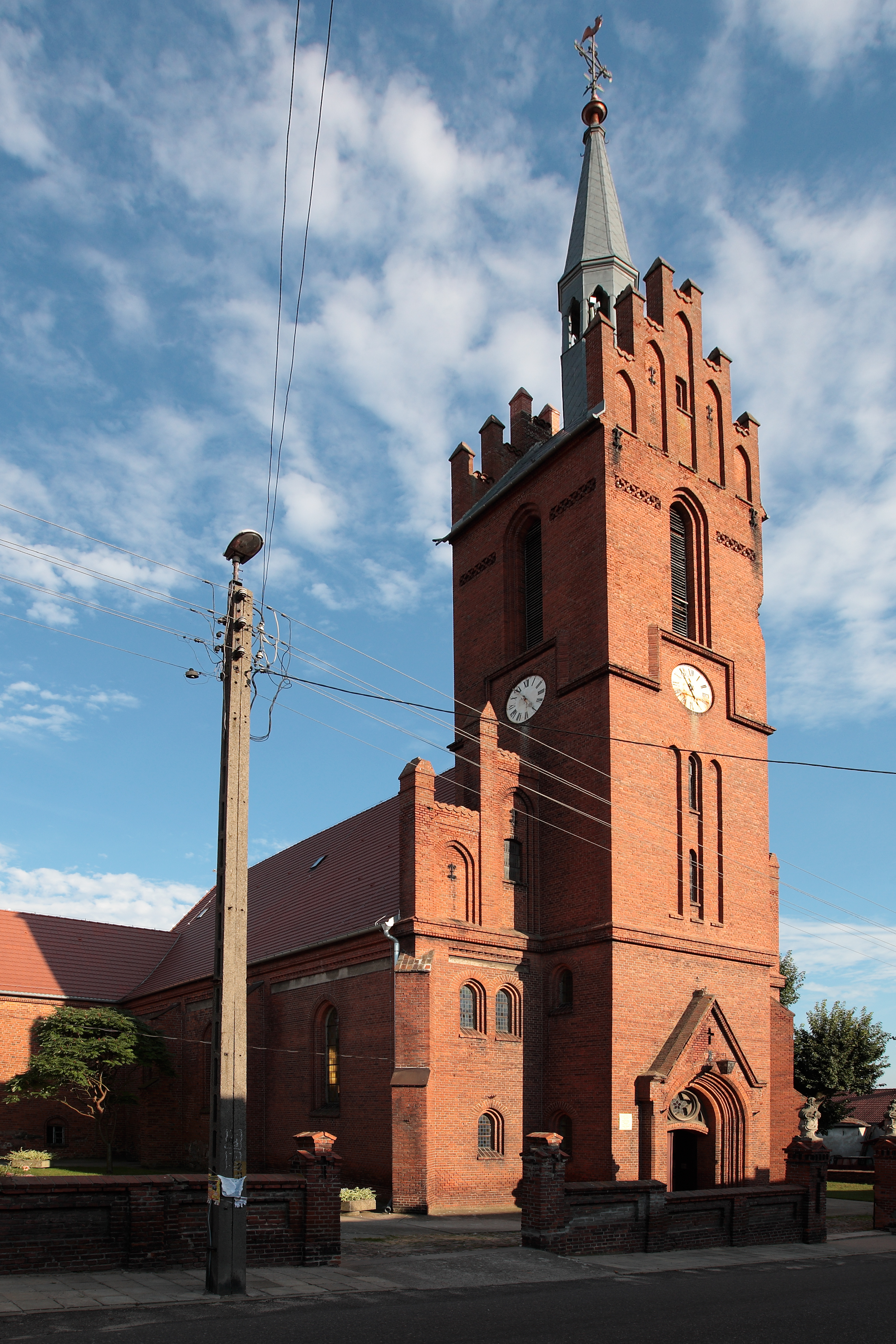
Kościół św. Katarzyny

Przez miejscowość przebiegają trzy piesze szlaki turystyczne niebieski oraz żółty :
- szlak niebieski: Skwierzyna – Bledzew – Lubniewice, liczący ok. 30 km.
- szlak Skwierzyna – Międzyrzecz
- szlak Międzyrzecz – Bledzew – Międzyrzecz – o długości 58 km.

Wieś znajduje się także na odcinku wielkopolskim ogólnopolskiego Szlaku Cysterskiego, który jest częścią ogólnoeuropejskiego, cysterskiego szlaku turystycznego . Miejscowość leży również na trasie szlaków wodnych i kajakowych. Przez Bledzew przebiega :
- spływ Odrą dł. 143 km: Trzciel – Międzyrzecz – Górzyca – Bledzew – Skwierzyna – Santok
- szlak kajakowy Rzeka Obra – charakterystycznym elementem szlaku są silne meandry rzeki na jej odcinku Bledzew – Stary Dworek.
- Na północ od wsi w bezpośrednim sąsiedztwie miejscowości przebiega również szlak żeglugi śródlądowej o nazwie Wielka Pętla Wielkopolski, do której można dopłynąć rzeką Obrą.

W sierpniu każdego roku na miejscowym stadionie odbywa się Jarmark Cysterski nawiązujący do tradycyjnych, średniowiecznych jarmarków cysterskich jakie odbywały się w mieście Bledzew. Corocznie pod nazwą Bieg Cysterski organizowany jest również 5 km bieg zaliczany do Grand Prix województwa lubuskiego. W programie jarmarków organizowane są również pokazy walk rycerskich, średniowieczna biesiada oraz przegląd chórów muzyki dawnej Cysteriada, który odbywa się w bledzewskim kościele .
Na bledzewskim rynku znajduje się Punkt Informacji Turystycznej udzielający turystom wszelkich informacji na temat miejscowych atrakcji oraz organizowanych form wypoczynku .

## Zabytki

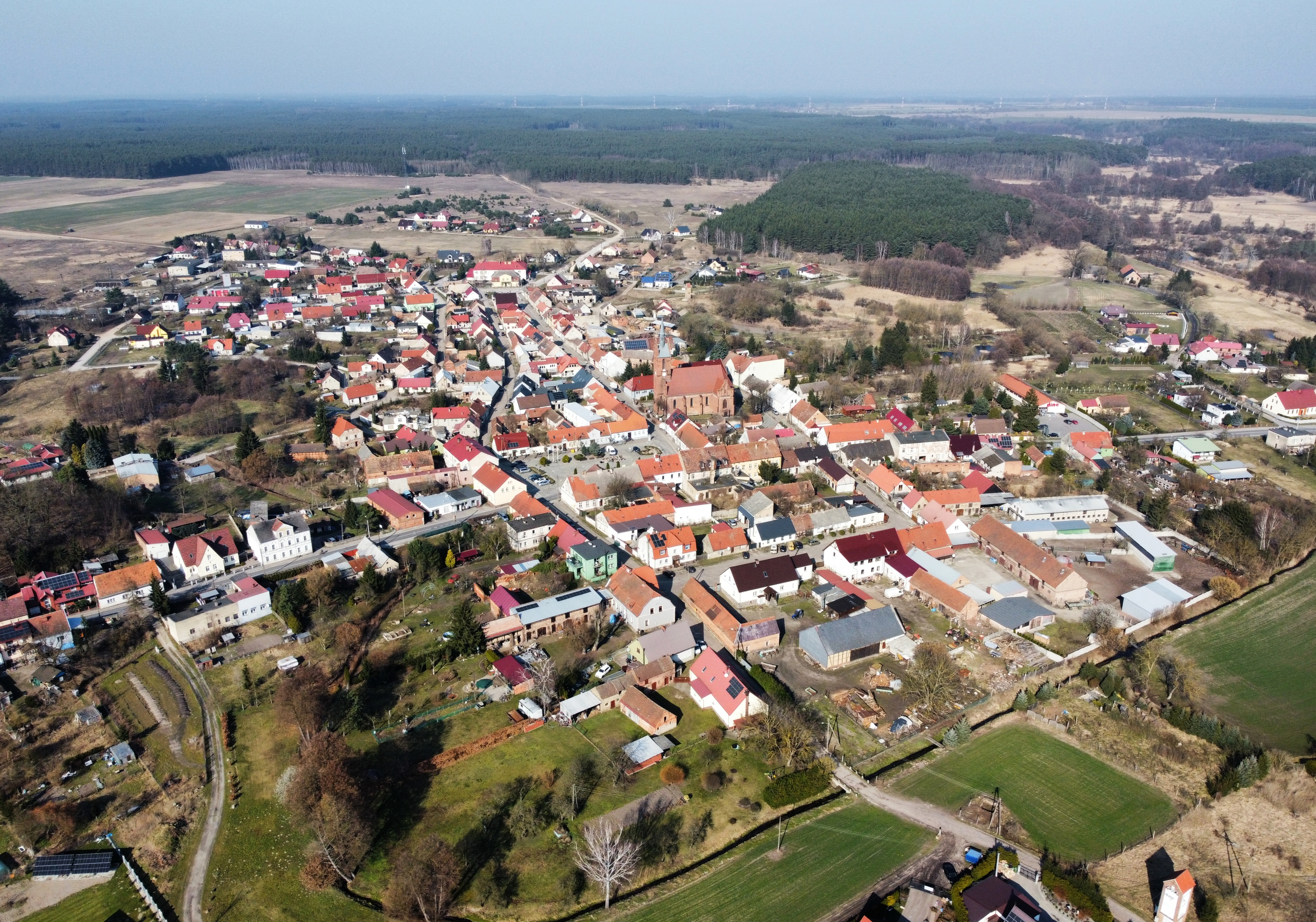
Bledzew widziany z powietrza

W Bledzewie znajduje się kilkadziesiąt zabytkowych obiektów wpisanych do rejestru zabytków, które podlegają opiece konserwatora. Są to kościoły, budynki mieszkalne, zabudowania gospodarcze oraz elementy infrastruktury gospodarczej oraz militarnej .
Do wojewódzkiego rejestru zabytków wpisane są:
- kościół parafialny pod wezwaniem św. Katarzyny, murowany z początku XV wieku, z wyposażeniem wnętrza z XVII i XVIII w. pochodzącym częściowo z pocysterskiego opactwa: ołtarz, dzwon zegarowy, monstrancja, krzyż pasyjny, ołtarz boczny, stalle, kilka obrazów i rzeźb, przebudowany w 1880 roku
- domy, ul. Kościelna 5, murowany z około połowy XIX wieku, nr 6 – nie istnieje
- dom, ul. Kościuszki 2, 7, 10, 25, murowane z około połowy XIX wieku, z początku XX wieku
- dom, ul. Rycerska 6, z połowy XIX wieku, z początku XX wieku
- domy, Rynek 1, 2, 4, 7, 8, murowane z połowy XIX wieku
- dom, Rynek 7, z XVIII/XIX wieku, z początku XX wieku
- dom, pl. Wiosny Ludów 4, murowany z 1860 roku
- młyn wodny, pocysterski, szachulcowy, pl. Klasztorny 3, z połowy XIX wieku.

Inne zabytki:

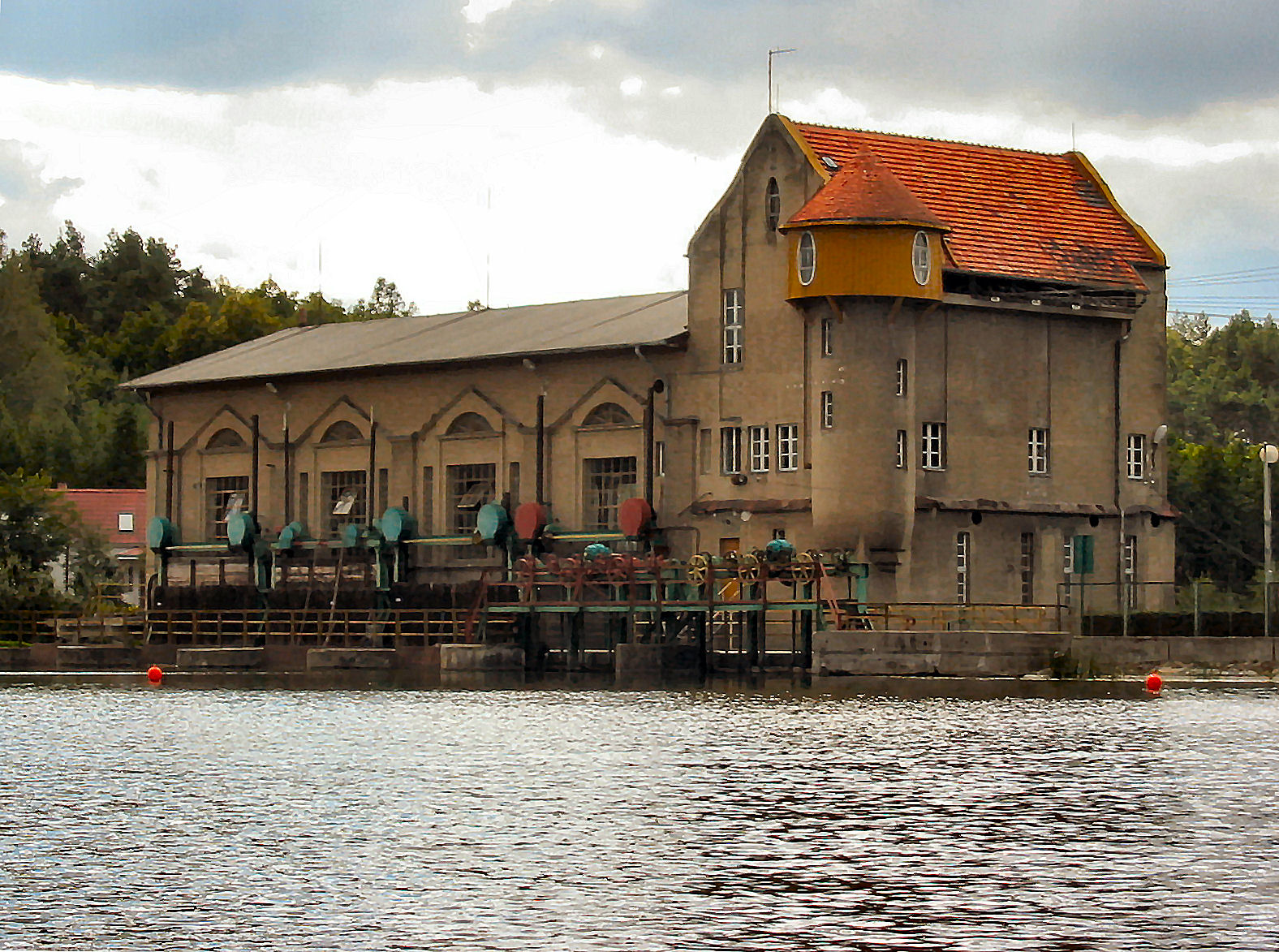
Elektrownia Bledzew

- figura św. Jana Nepomucena barokowa z końca XVIII w., w rynku
- cmentarz żydowski
- miejscowość posiada czytelne cechy pierwotnego założenia miejskiego, ukształtowanego od połowie XV w. z prostokątnym rynkiem pośrodku, częściowo zabudowane domami z początku XIX w.
- niewielka elektrownia wodna na Obrze, wzniesiona w latach 1906–1911 znajduje się w odległości 2 km na wschód od Bledzewa. Na jej potrzeby utworzono Zalew Bledzewski o powierzchni ok. 130 ha i długości ponad 7 km, ciągnący się w głębokiej i malowniczej dolinie rzeki. Po uzgodnieniu terminu jest udostępniana do zwiedzania turystom[33] .
- Elementy militarnych umocnień obronnych odcinka Werkgruppe Ludendorff Międzyrzeckiego Rejonu Umocnionego, do którego należą[33] [20] :
  - bunkry znajdujące się w pobliskich lasach
    - stanowisko bojowe Pz.W. 817 dwukondygnacyjne żelbetowe z grupy warownej Roon z zespołu MRU z 1935,
    - stanowisko bojowe 824a (520) jednokondygnacyjne żelbetowe (MRU) z 1935,

  - forteczny most zwodzony przechylno-przesuwny K804 postawiony na rzece Obrze z lat [1936-1939].

## Ludność
Źródło:

## Miejscowość w kulturze
- w okolicach Bledzewa rozgrywa się akcja powieści Znak żółwia autorstwa Eugeniusza Paukszty (1961)[49] .

## Sport i rekreacja
Przy ulicy Sportowej w Bledzewie znajduje się Stadion Sportowy o pojemności ok. 1000 widzów, który został odbudowany w 1945 roku, a następnie przebudowany w 1975 roku. Istnieje tu również hala sportowa przy Szkole Podstawowej im. Jana Dekerta, której pojemność wynosi 200 miejsc.
7 lipca 1945 roku w Bledzewie został założony Klub Sportowy „Strażak” Bledzew. W 1946 roku klub przeszedł pod opiekę Ludowych Zespołów Sportowych. Od 1949 do 1960 roku zespół występował w Klasie C (V i VI poziom rozgrywek). W 1960 roku drużyna przyjęła nazwę MLKS „Obra” Bledzew. W latach 1968–1991 zespół występował w Klasie A (IV poziom rozgrywek), na co wpływ miało wsparcie miejscowych zakładów pracy (m.in. PGR). W latach 1975–1980 istniała sekcja piłki nożnej kobiet. W 1996 roku klub z Bledzewa borykał się z problemami finansowymi i dla polepszenia sytuacji dokonał fuzji z „Iskrą” Zemsko, po czym zmieniono nazwę klubu na „Obra-Iskra” Bledzew. W 1999 roku po fuzji z LZS Stary Dworek zespół przyjął nazwę Gminny Klub Sportowy Bledzew i biało-żółto-czerwone barwy. Domowym obiektem drużyny był Stadion Sportowy w Bledzewie, jednak od 1996 roku, po fuzji z „Iskrą” Zemsko, klub występuje na boisku w Zemsku. W sezonie 2018/2019 GKS Bledzew rozgrywał swoje mecze w gorzowskiej grupie Klasy A (VII poziom rozgrywek).